# 前59年
| 千纪： | 前1千纪 |
| 世纪： | 前2世纪 \| 前1世纪 \| 1世纪                                                                                |
| 年代： | 前80年代 \| 前70年代 \| 前60年代 \| 前50年代 \| 前40年代 \| 前30年代 \| 前20年代                           |
| 年份： | 前64年 \| 前63年 \| 前62年 \| 前61年 \| 前60年 \| 前59年 \| 前58年 \| 前57年 \| 前56年 \| 前55年 \| 前54年 |
| 纪年： | 西汉神爵三年                                                                                               |

## 大事记
- 羅馬帝國建立佛羅倫斯，以安置退役的士兵。

## 出生
- 高朱蒙，高句麗開國國君。（前19年逝世）